# District de Hoa Lư
Hoa Lư est un district de la province de Ninh Binh dans la région du delta du fleuve Rouge au Viet Nam.
Le district a été annexé par la ville de Ninh Bình et a formé la ville de Hoa Lư le 1er janvier 2025.

## Géographie
Le district de Hoa Lư a une superficie de 103 km2. 
La capitale du district se trouve à Thiên Tôn.